# Extensionshülse

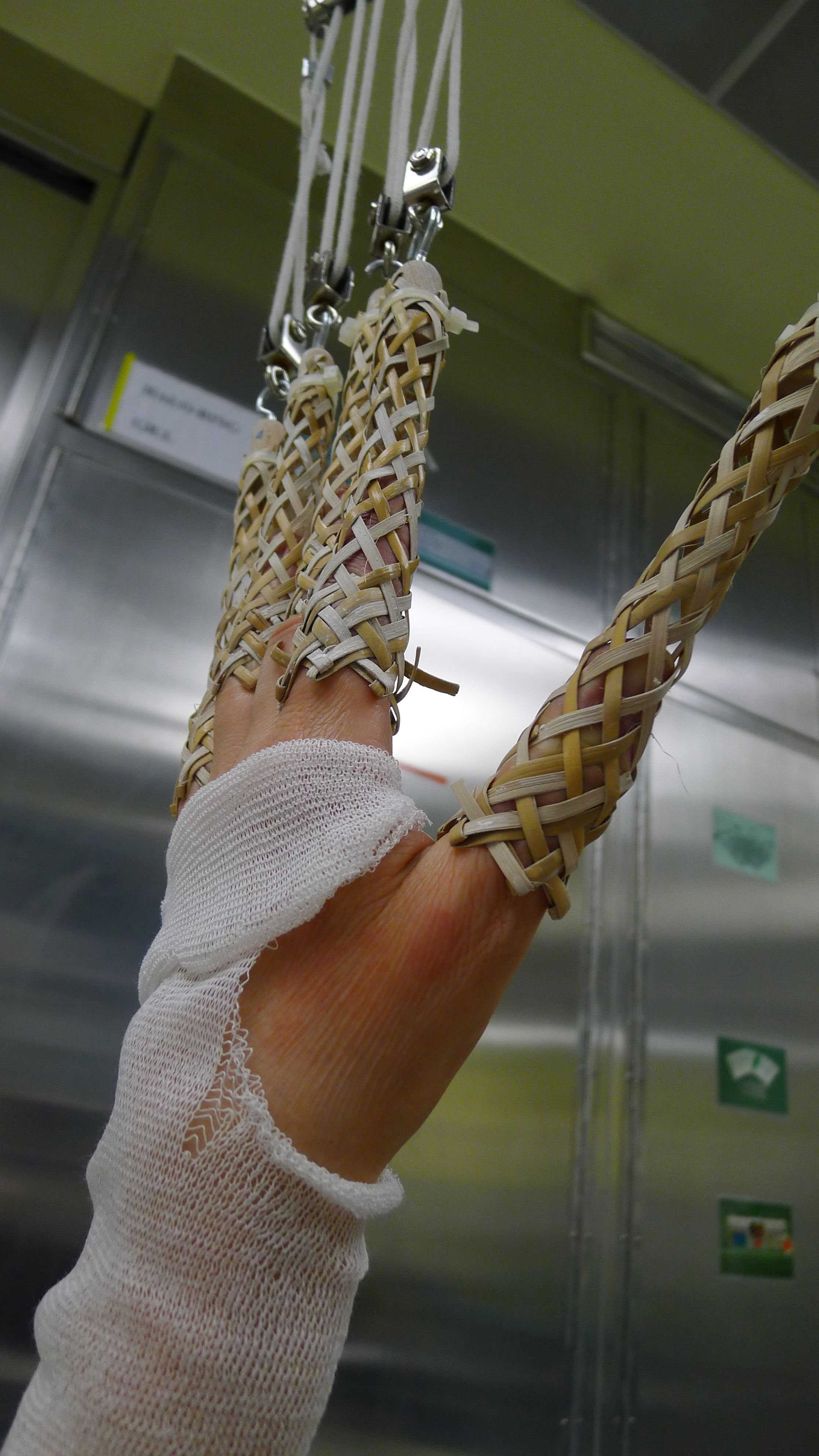
Aushang der Hand bei distaler Radiusfraktur.

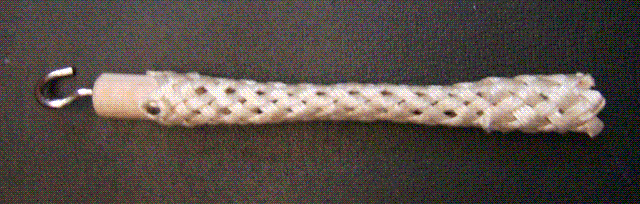
Darstellung einer medizinisch verwendeten Extensionshülse (Mädchenfänger)

Als Extensionshülse in der Medizin, auch Mädchenfänger genannt, wird eine Vorrichtung bezeichnet, mit deren Hilfe es möglich ist, ausgestreckte Finger zu fixieren.

## Geschichte
Der „Mädchenfänger“ war anfänglich ein aus Palmblättern gefertigter Scherzartikel, der bereits in der zweiten Hälfte des 19. Jahrhunderts bekannt war und verkauft wurde.
Im Februar 1870 berichtete Dr. Steinberger, ordinierender Arzt im Rudolfsspital in Wien, der K. k. Gesellschaft der Ärzte von der Entdeckung seines Aspiranten (Doktorand) Schmall, der „auf die Idee verfallen“ sei, diesen Scherzartikel für die Extension von Extremitäten zu verwenden, was effektiver sei als die Verwendung von Extensionsbinden. Das Prinzip wurde für die Anwendung in der Chirurgie angepasst und wurde bereits 1873 als „Schmall’sches Extensionsgeflecht“ bekannt.

## Aufbau
Die Extensionshülse ist ein aus einem Geflecht bestehendes Rohr, das an einem Ende verschlossen, am anderen offen ist. Das Geflecht besteht aus Bast oder Kunststoff und ist an einem Ende an einem zylinderförmigen Abschlussstück befestigt, das mit einem Haken versehen ist.

## Funktionsweise

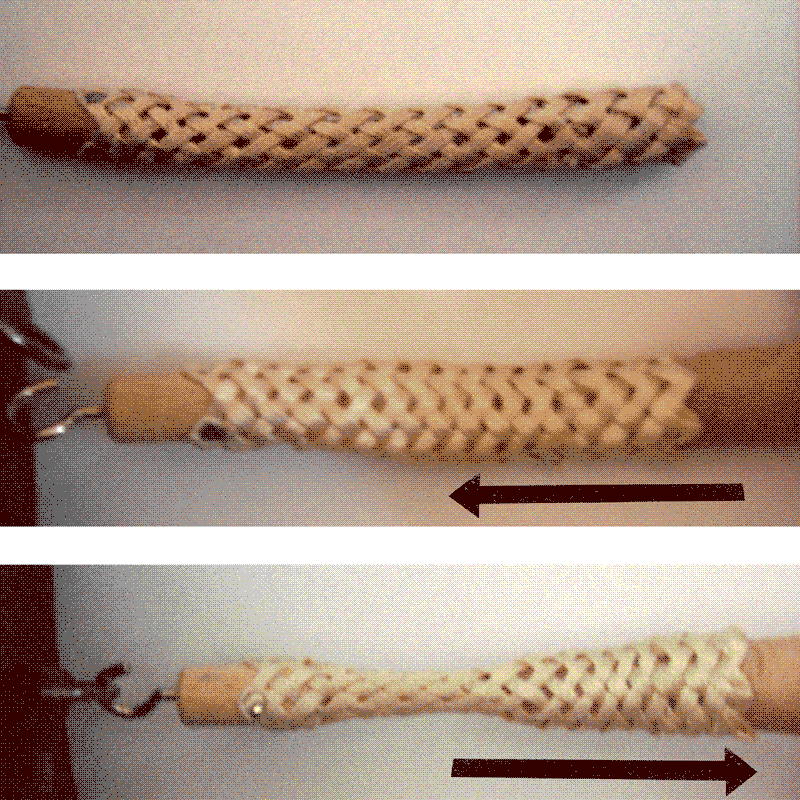
Funktionsweise

Schiebt man einen Gegenstand mit einem passenden oder etwas größeren Durchmesser in die Extensionshülse hinein, so staucht sich das aus Geflecht bestehende Rohr und sein Durchmesser vergrößert sich. Versucht man, den Gegenstand (der Wandkontakt hat) wieder herauszuziehen, so zieht sich das Rohr in die Länge und sein Durchmesser verkleinert sich auf ein Niveau, das kleiner ist als der Ausgangsdurchmesser. So erhöht sich die Haftreibung und der eingebrachte Gegenstand ist in der Extensionshülse fixiert.

## Anwendung
Die Extensionshülse wird dabei über einen Finger oder Zeh gestülpt. Wird anschließend ein Zug auf die entsprechende Gliedmaße ausgeübt, zieht die Hülse sich fest zusammen und fixiert die Gliedmaße, indem sie sie gleichmäßig fest umschließt, solange der Zug anhält.
- In der Medizin wird die Extensionshülse als Mädchenfänger bezeichnet und findet insbesondere bei der Reposition gelenksnaher Radiusfrakturen oder bei der Lagerung zur Arthroskopie des Handgelenkes Anwendung.[7][8]
- In der Tiermedizin wird einer der Extensionshülse nachempfundene Nahttechnik, die chinesische Fingerfallennaht, eingesetzt, um Sonden zu befestigen.[9]

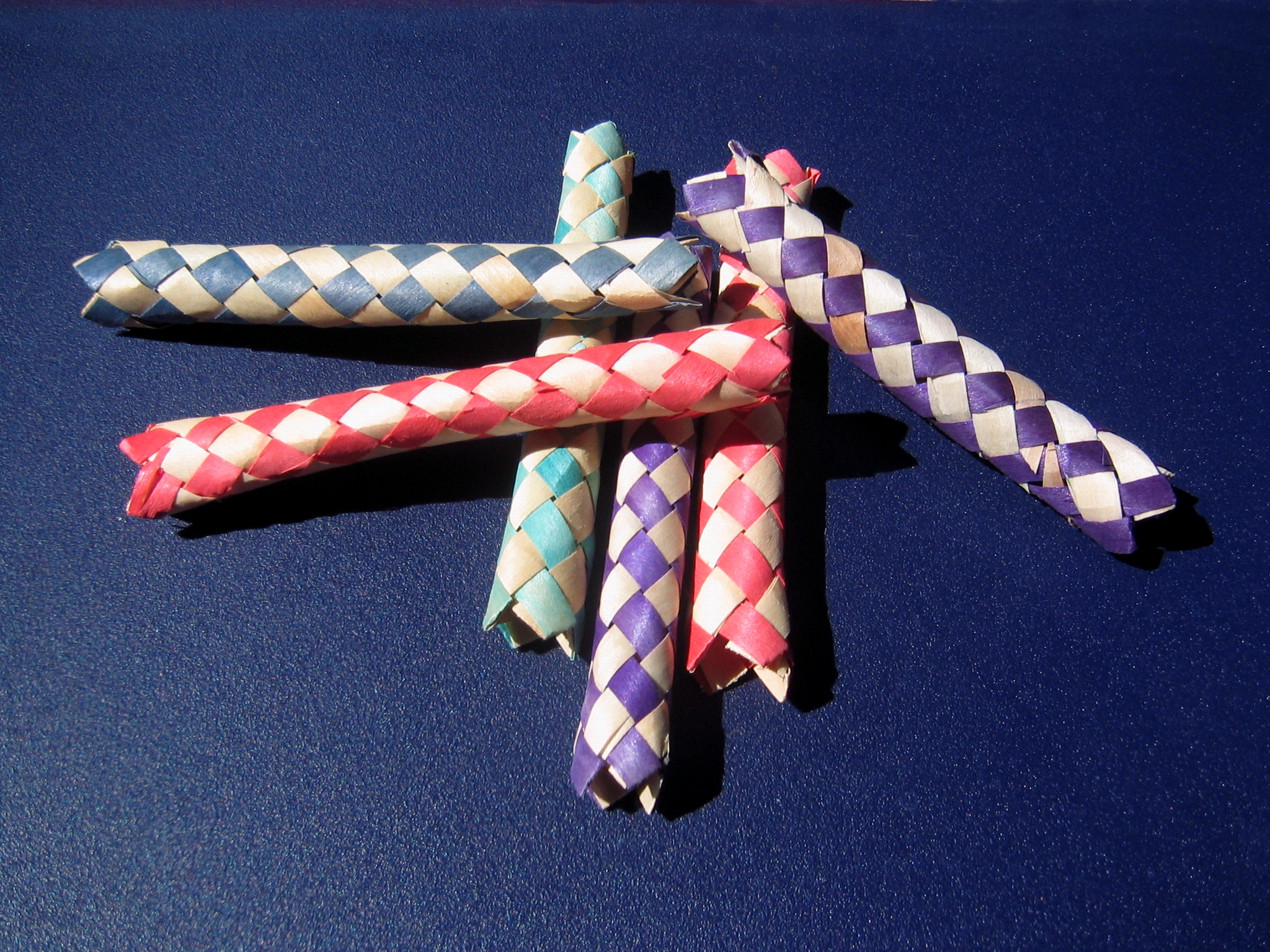
Scherzartikel Fingerfalle

- Scherzartikel Fingerfalle An beiden Enden offen zur Einführung zweier Finger ist sie als Scherzartikel unter den Begriffen Fingerfalle, Chinese finger trap oder Chinese handcuffs bekannt.
- Zum Einziehen von Leitungen oder Kabeln in Rohre wird sie Kabeleinziehstrumpf genannt.
- Als Pneumatischer Muskel, bei dem in das Gewebe ein druckdichter Schlauch eingearbeitet wird.